# Rotkreuzplatz

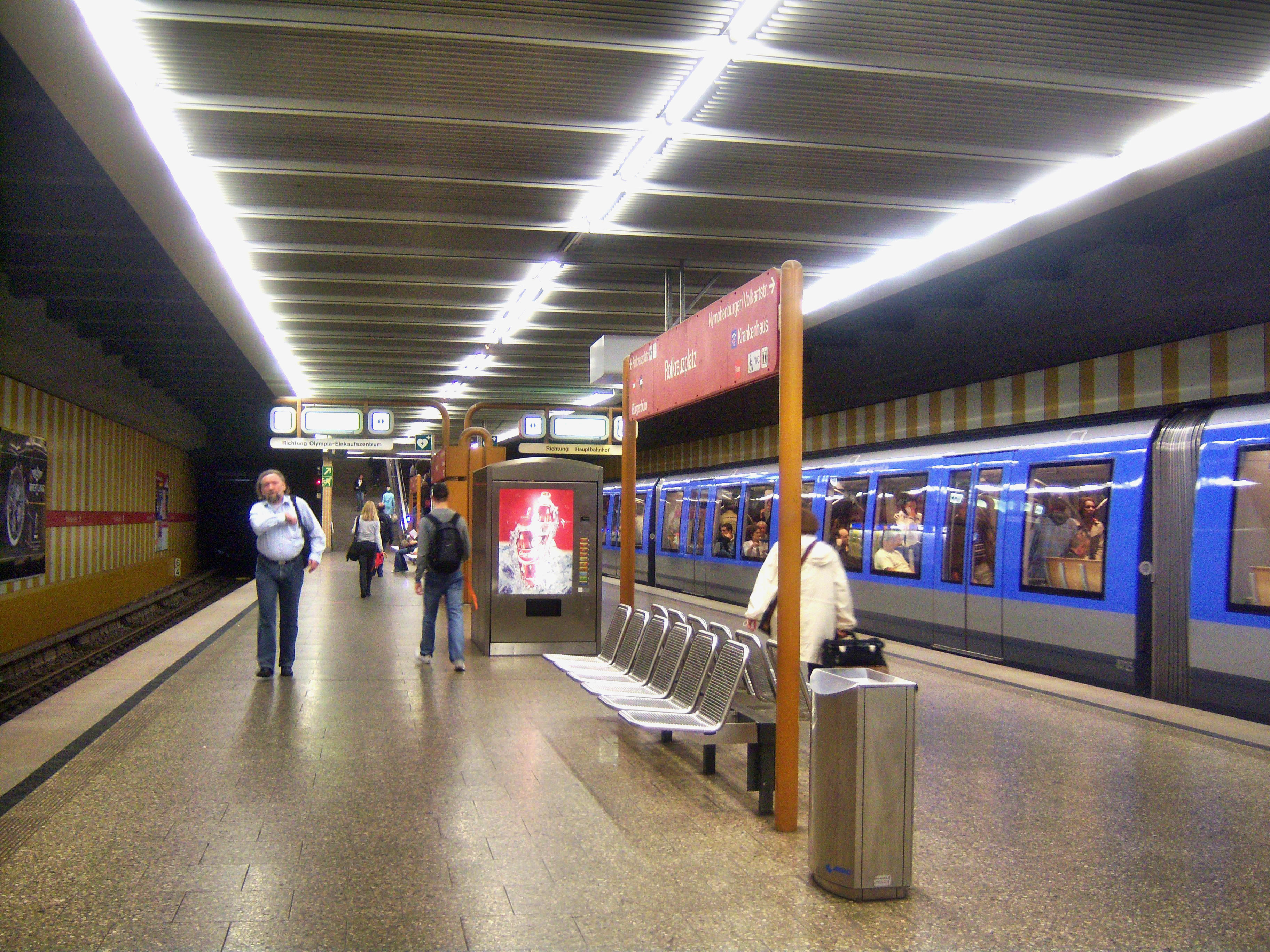
A tér alatti metróállomás

A Rotkreuzplatz egy tér München belvárosában.

## Utcák
A teret az alábbi utcák érintik: Nymphenburger Straße, Leonrodstraße, Schulstraße, Donnersbergerstraße, Wendl-Dietrich-Straße és a  Winthirstraße.

## Közlekedés
- Metró: ,
- Busz:53 , 62 , 63 , N43 , N44
- Villamos:

## Külső hivatkozások
- Geschichte des Rotkreuzkrankenhaus
- Rotkreuzplatz im München-Wiki